# GP38-2型柴油机车
GP38-2型柴油机车是美国通用汽车易安迪公司（GM-EMD）在1972年推出的一款电力传动柴油机车，属于易安迪Dash 2系列柴油机车产品之一。该型机车是GP40-2型柴油机车的机械增压版本，主要竞争对象是通用电气公司的U23B型柴油机车及B23-7型柴油机车。
1972年1月，易安迪公司推出了易安迪Dash 2系列产品线，该系列机车的设计重点是致力于改善机车运用可靠性及经济性，最初推出的五种基本车型功率涵盖2000马力到3600马力等级，包括2000马力的GP38-2型、SD38-2型柴油机车，3000马力的GP40-2型、SD40-2型柴油机车，以及3600马力的SD45-2型柴油机车，分别取代上一代的GP38（GP38AC）、SD38、GP40、SD40、SD45型柴油机车。
1972年1月至1986年7月，易安迪公司与旗下位于加拿大安大略省的通用汽车柴油机公司（GMD）共制造了制造了2,213台GP38-2型柴油机车。美国本土的主要用户包括密苏里太平洋铁路、南方铁路、宾州中央运输公司、路易斯维尔和纳什维尔铁路、联合铁路、圣路易斯－旧金山铁路、海岸沿海铁路、岩岛铁路、联合太平洋铁路、苏线铁路、南太平洋铁路、伊利诺斯中央海湾铁路、伯灵顿北方铁路等众多铁路公司。加拿大境内的用户包括加拿大国家铁路、加拿大太平洋铁路等。此外，GP38-2型柴油机车还被出口至墨西哥国家铁路、沙特政府铁路等海外用户。
GP38-2型柴油机车是2000马力的干线货运用四轴柴油机车，采用单司机室、底架承载结构、双侧外走廊的罩式车体，车体上部自前向后由电气室、司机室、动力室、冷却室四部分组成。机车走行部标准配置为两台布贝格M型二轴转向架，采用导框式轴箱定位、摇动台式摇枕弹簧悬挂、两系弹簧悬挂装置（一系为轴箱螺旋圆弹簧，二系为摇枕钢板弹簧）、心盘牵引装置、双侧闸瓦制动装置。动力装置为一台2000马力、16气缸、二冲程、水冷式、机械增压的16-645E型柴油机。传动系统采用交—直流电传动，柴油机直接驱动一台AR10型交流发电机，发出的交流电通过大功率硅整流装置转换为直流电，然后供给四台D77型直流牵引电动机。牵引电动机采用轴悬式驱动方式，牵引齿轮传动比为4.13（62：15）。控制电路采用模块化电子控制系统。